# Dirka po Italiji 1981
Dirka po Italiji 1981 (italijansko Giro d'Italia 1981) je 64. izvedba dirke po Italiji, tritedenske moške cestne kolesarske etapne dirke. Začela se je 13. maja v Trstu in končala 7. junija v Veroni. Sodelovalo je 130 kolesarjev iz 13-ih ekip. Rožnato majico je prvič osvojil Giovanni Battaglin (Inoxpran), drugo mesto Tommy Prim (Bianchi–Piaggio), tretje pa Giuseppe Saronni (Gis Gelati–Campagnolo). Vijolično majico je osvojil Giuseppe Saronni, zeleno majico Claudio Bortolotto (Santini-Selle Italia), belo majico pa Giuseppe Faraca (Hoonved–Bottecchia–Herdal).

## Ekipe
- Bianchi–Piaggio
- Cilo–Aufina
- Famcucine–Campagnolo
- Zor–Helios–Novostil
- Gis Gelati–Campagnolo
- Hoonved–Bottecchia–Herdal
- Inoxpran
- Kotter's-G.B.C.
- Magniflex–Olmo
- Safir-Galli-Maillard
- Sammontana–Benotto
- Santini-Selle Italia
- Selle San Marco-Gabrielli

## Etape
| Etapa | Datum    | Štart/Cilj                                    | Razdalja    | Tip         | Tip                  | Zmagovalec                     |             |
| ----- | -------- | --------------------------------------------- | ----------- | ----------- | -------------------- | ------------------------------ | ----------- |
| P     | 13. maj  | Trst                                          | 6.6 km      |             | posamični kronometer | Knut Knudsen (NOR)             |             |
| 1a    | 14. maj  | Trst – Bibione                                | 100 km      |             | ravninska etapa      | Guido Bontempi (ITA)           |             |
| 1b    | 14. maj  | Lignano Sabbiadoro – Bibione                  | 15 km       |             | ekipni kronometer    | Hoonved–Bottecchia–Herdal      |             |
| 2     | 15. maj  | Bibione – Ferrara                             | 211 km      |             | ravninska etapa      | Paolo Rosola (ITA)             |             |
| 3     | 16. maj  | Bologna – Recanati                            | 255 km      |             | ravninska etapa      | Giuseppe Saronni (ITA)         |             |
|       | 17. maj  | dan počitka                                   | dan počitka | dan počitka | dan počitka          | dan počitka                    | dan počitka |
| 4     | 18. maj  | Recanati – Lanciano                           | 214 km      |             | ravninska etapa      | Mario Beccia (ITA)             |             |
| 5     | 19. maj  | Marina di San Vito – Rodi Garganico           | 180 km      |             | ravninska etapa      | Giuseppe Saronni (ITA)         |             |
| 6     | 20. maj  | Rodi Garganico – Bari                         | 225 km      |             | ravninska etapa      | Giuseppe Saronni (ITA)         |             |
| 7     | 21. maj  | Bari – Potenza                                | 143 km      |             | gorska etapa         | Palmiro Masciarelli (ITA)      |             |
| 8     | 22. maj  | Sala Consilina – Cosenza                      | 202 km      |             | gorska etapa         | Moreno Argentin (ITA)          |             |
| 9     | 23. maj  | Cosenza – Reggio Calabria                     | 231 km      |             | gorska etapa         | Serge Parsani (ITA)            |             |
|       | 24. maj  | dan počitka                                   | dan počitka | dan počitka | dan počitka          | dan počitka                    | dan počitka |
| 10    | 25. maj  | Rim – Cascia                                  | 166 km      |             | gorska etapa         | Gianbattista Baronchelli (ITA) |             |
| 11    | 26. maj  | Cascia – Arezzo                               | 199 km      |             | ravninska etapa      | Giovanni Renosto (ITA)         |             |
| 12    | 27. maj  | Arezzo – Livorno Montenero                    | 224 km      |             | ravninska etapa      | Moreno Argentin (ITA)          |             |
| 13    | 28. maj  | Empoli – Montecatini Terme                    | 35 km       |             | posamični kronometer | Knut Knudsen (NOR)             |             |
| 14    | 29. maj  | Montecatini Terme – Salsomaggiore Terme       | 224 km      |             | gorska etapa         | Francesco Moser (ITA)          |             |
| 15    | 30. maj  | Salsomaggiore Terme – Pavia                   | 198 km      |             | gorska etapa         | Daniel Gisiger (SUI)           |             |
| 16    | 31. maj  | Milano – Mantova                              | 178 km      |             | ravninska etapa      | Claudio Torelli (ITA)          |             |
| 17    | 1. junij | Mantova – Borno                               | 215 km      |             | gorska etapa         | Benedetto Patellaro (ITA)      |             |
| 18    | 2. junij | Borno – Dimaro                                | 127 km      |             | gorska etapa         | Miguel María Lasa (ESP)        |             |
|       | 3. junij | dan počitka                                   | dan počitka | dan počitka | dan počitka          | dan počitka                    | dan počitka |
| 19    | 4. junij | Dimaro – San Vigilio di Marebbe               | 208 km      |             | gorska etapa         | Giovanni Battaglin (ITA)       |             |
| 20    | 5. junij | San Vigilio di Marebbe – Tre Cime di Lavaredo | 100 km      |             | gorska etapa         | Beat Breu (SUI)                |             |
| 21    | 6. junij | Auronzo di Cadore – Arzignano                 | 197 km      |             | ravninska etapa      | Pierino Gavazzi (ITA)          |             |
| 22    | 7. junij | Soave – Verona                                | 42 km       |             | posamični kronometer | Knut Knudsen (NOR)             |             |
|       | Skupaj   | Skupaj                                        | 3895,6 km   | 3895,6 km   | 3895,6 km            | 3895,6 km                      | 3895,6 km   |

## Razvrstitev po klasifikacijah
| Etapa | Zmagovalec                | Rožnata majica ·   | Vijolična majica · | Zelena majica ·    | Bela majica ·   | Ekipno po času            |
| ----- | ------------------------- | ------------------ | ------------------ | ------------------ | --------------- | ------------------------- |
| P     | Knut Knudsen              | Knut Knudsen       | Knut Knudsen       | brez               | ?               | brez                      |
| 1a    | Guido Bontempi            | Guido Bontempi     | Giovanni Mantovani | brez               | ?               | brez                      |
| 1b    | Hoonved–Bottecchia–Herdal | Francesco Moser    | Giovanni Mantovani | brez               | ?               | Hoonved–Bottecchia–Herdal |
| 2     | Paolo Rosola              | Gregor Braun       | Giovanni Mantovani | brez               | ?               | Famcucine–Campagnolo      |
| 3     | Giuseppe Saronni          | Francesco Moser    | Giovanni Mantovani | brez               | ?               | Famcucine–Campagnolo      |
| 4     | Mario Beccia              | Francesco Moser    | Giovanni Mantovani | brez               | ?               | Hoonved–Bottecchia–Herdal |
| 5     | Giuseppe Saronni          | Francesco Moser    | Giuseppe Saronni   | brez               | ?               | Famcucine–Campagnolo      |
| 6     | Giuseppe Saronni          | Giuseppe Saronni   | Giuseppe Saronni   | brez               | ?               | Famcucine–Campagnolo      |
| 7     | Palmiro Masciarelli       | Giuseppe Saronni   | Giuseppe Saronni   | Beat Breu          | ?               | Famcucine–Campagnolo      |
| 8     | Moreno Argentin           | Giuseppe Saronni   | Giuseppe Saronni   | Bruno Wolfer       | ?               | Famcucine–Campagnolo      |
| 9     | Serge Parsani             | Giuseppe Saronni   | Giuseppe Saronni   | Claudio Bortolotto | ?               | Famcucine–Campagnolo      |
| 10    | Gianbattista Baronchelli  | Giuseppe Saronni   | Giuseppe Saronni   | Claudio Bortolotto | Giuseppe Faraca | Bianchi–Piaggio           |
| 11    | Giovanni Renosto          | Giuseppe Saronni   | Giuseppe Saronni   | Claudio Bortolotto | Giuseppe Faraca | Bianchi–Piaggio           |
| 12    | Moreno Argentin           | Giuseppe Saronni   | Giuseppe Saronni   | Claudio Bortolotto | Giuseppe Faraca | Bianchi–Piaggio           |
| 13    | Knut Knudsen              | Roberto Visentini  | Giuseppe Saronni   | Claudio Bortolotto | Giuseppe Faraca | Bianchi–Piaggio           |
| 14    | Francesco Moser           | Silvano Contini    | Giuseppe Saronni   | Claudio Bortolotto | Giuseppe Faraca | Bianchi–Piaggio           |
| 15    | Daniel Gisiger            | Silvano Contini    | Giuseppe Saronni   | Claudio Bortolotto | Giuseppe Faraca | Bianchi–Piaggio           |
| 16    | Claudio Torelli           | Silvano Contini    | Giuseppe Saronni   | Claudio Bortolotto | Giuseppe Faraca | Bianchi–Piaggio           |
| 17    | Benedetto Patellaro       | Silvano Contini    | Giuseppe Saronni   | Claudio Bortolotto | Giuseppe Faraca | Bianchi–Piaggio           |
| 18    | Miguel María Lasa         | Silvano Contini    | Giuseppe Saronni   | Claudio Bortolotto | Giuseppe Faraca | Bianchi–Piaggio           |
| 19    | Giovanni Battaglin        | Silvano Contini    | Giuseppe Saronni   | Claudio Bortolotto | Giuseppe Faraca | Bianchi–Piaggio           |
| 20    | Beat Breu                 | Giovanni Battaglin | Giuseppe Saronni   | Claudio Bortolotto | Giuseppe Faraca | Bianchi–Piaggio           |
| 21    | Pierino Gavazzi           | Giovanni Battaglin | Giuseppe Saronni   | Claudio Bortolotto | Giuseppe Faraca | Bianchi–Piaggio           |
| 22    | Knut Knudsen              | Giovanni Battaglin | Giuseppe Saronni   | Claudio Bortolotto | Giuseppe Faraca | Bianchi–Piaggio           |
| Final | Final                     | Giovanni Battaglin | Giuseppe Saronni   | Claudio Bortolotto | Giuseppe Faraca | Bianchi–Piaggio           |

## Končna razvrstitev
| Legenda | Legenda                                    | Legenda | Legenda                                   |
| ------- | ------------------------------------------ | ------- | ----------------------------------------- |
|         | Predstavlja vodilnega v skupnem seštevku   |         | Predstavlja vodilnega po točkah           |
|         | Predstavlja vodilnega v gorski razvrstitvi |         | Predstavlja najboljšega mladega kolesarja |

### Rožnata majica
| Poz. | Kolesar                        | Ekipa                     | Čas          |
| ---- | ------------------------------ | ------------------------- | ------------ |
| 1    | Giovanni Battaglin (ITA)       | Inoxpran                  | 104h 50' 36" |
| 2    | Tommy Prim (SWE)               | Bianchi–Piaggio           | + 38"        |
| 3    | Giuseppe Saronni (ITA)         | Gis Gelati–Campagnolo     | + 50"        |
| 4    | Silvano Contini (ITA)          | Bianchi–Piaggio           | + 1' 59"     |
| 5    | Josef Fuchs (SUI)              | Cilo–Aufina               | + 2' 19"     |
| 6    | Roberto Visentini (ITA)        | Sammontana–Benotto        | + 5' 37"     |
| 7    | Alfio Vandi (ITA)              | Selle San Marco-Gabrielli | + 9' 32"     |
| 8    | Beat Breu (SUI)                | Cilo–Aufina               | + 10' 02"    |
| 9    | Claudio Bortolotto (ITA)       | Santini-Selle Italia      | + 10' 12"    |
| 10   | Gianbattista Baronchelli (ITA) | Bianchi–Piaggio           | + 12' 01"    |

### Vijolična majica
| Poz. | Kolesar                  | Ekipa                     | Točke |
| ---- | ------------------------ | ------------------------- | ----- |
| 1    | Giuseppe Saronni (ITA)   | Gis Gelati–Campagnolo     | 215   |
| 2    | Tommy Prim (SWE)         | Bianchi–Piaggio           | 133   |
| 3    | Giovanni Mantovani (ITA) | Hoonved–Bottecchia–Herdal | 127   |
| 4    | Francesco Moser (ITA)    | Famcucine–Campagnolo      | 117   |
| 5    | Silvano Contini (ITA)    | Bianchi–Piaggio           | 112   |

### Zelena majica
| Poz. | Kolesar                    | Ekipa                     | Točke |
| ---- | -------------------------- | ------------------------- | ----- |
| 1    | Claudio Bortolotto (ITA)   | Santini-Selle Italia      | 510   |
| 2    | Beat Breu (SUI)            | Cilo–Aufina               | 500   |
| 3    | Benedetto Patellaro (ITA)  | Hoonved–Bottecchia–Herdal | 290   |
| 4    | Giovanni Battaglin (ITA)   | Inoxpran                  | 265   |
| 5    | Leonardo Natale (ITA)      | Magniflex–Olmo            | 180   |
| 6    | Josef Fuchs (SUI)          | Cilo–Aufina               | 150   |
| 7    | Mario Noris (ITA)          | Magniflex–Olmo            | 125   |
| 8    | Guillermo De La Pena (ESP) | Zor–Helios–Novostil       | 120   |
| 8    | Francesco Moser (ITA)      | Famcucine–Campagnolo      | 120   |
| 10   | Alfio Vandi (ITA)          | Selle San Marco-Gabrielli | 115   |

### Bela majica
| Poz. | Kolesar                | Ekipa                     | Čas          |
| ---- | ---------------------- | ------------------------- | ------------ |
| 1    | Giuseppe Faraca (ITA)  | Hoonved–Bottecchia–Herdal | 105h 05' 30" |
| 2    | Alberto Minetti (ITA)  | Famcucine–Campagnolo      | + 23' 51"    |
| 3    | George Mount (USA)     | Sammontana–Benotto        | + 25' 46"    |
| 4    | Moreno Argentin (ITA)  | Sammontana–Benotto        | + 46' 12"    |
| 5    | Maurizio Piovani (ITA) | Gis Gelati–Campagnolo     | + 46' 40"    |

### Traguardi Fiat
| Poz. | Kolesar                | Ekipa                | Točke |
| ---- | ---------------------- | -------------------- | ----- |
| 1    | Paolo Rosola (ITA)     | Magniflex–Olmo       | 128   |
| 2    | Dante Morandi (ITA)    | Famcucine–Campagnolo | 70    |
| 3    | Giovanni Renosto (ITA) | Magniflex–Olmo       | 48    |
| 4    | Benny Schepmans (BEL)  | Safir-Galli-Maillard | 33    |
| 5    | Alessio Antonini (ITA) | Santini-Selle Italia | 32    |

### Ekipno po času
| Poz. | Ekipa           | Čas          |
| ---- | --------------- | ------------ |
| 1    | Bianchi–Piaggio | 313h 55' 08" |
| 2    | Cilo–Aufina     | + 25' 01"    |
| 3    | Inoxpran        | + 44' 32"    |

### Ekipno po točkah
| Poz. | Ekipa                     | Čas |
| ---- | ------------------------- | --- |
| 1    | Bianchi–Piaggio           | 189 |
| 2    | Famcucine–Campagnolo      | 137 |
| 3    | Hoonved–Bottecchia–Herdal | 129 |